# Stefan Dragutin
Stefan Dragutin (prije 1253. – 12. ožujka 1316.) je bio kralj Srbije iz dinastije Nemanjića između 1276. i 1282. godine nakon čega sebe proglašava kraljem Srijema što će biti do 1316. godine. Stariji hrvatski pisci nazivaju ga Stjepan Dragutin.

## Vladavina

### Kralj Srpskog Kraljevstva
Dragutin je bio najstariji sin kralja Stefana Uroša I. i Jelene Anžujske. O njegovom životu prije preuzimanja prijestolja se zna veoma malo. Jedina povijesno potvrđena činjenica je njegovo vjenčanje s kćerkom hrvatsko-ugarskog kralja Stjepana V., Katarinom, na što je Srbija bila prisiljena mirovnim ugovorom nakon izgubljenog rata.
Kao što je Uroš I. preuzeo nasilno preuzeo vlast od svog brata, tako se sada Dragutin buni protiv njega i pobjeđuje ga 1276. nakon kratkotrajnog građanskog rata 1276. godine nakon čega se kruni za kralja. Po stupanju na prijestolje on dijeli Srpsko Kraljevstvo na tri područja kojim upravljaju guverneri. Guverner tadašnjih južnih pokrajina postaje njegov brat Stefan Milutin, današnju Crnu Goru i dijelove Hercegovine gdje se povukao u manastir Stefan Uroš I. dobiva Dragutinova majka Jelena, a sam Dragutin direktno upravlja s tadašnjom sjevernom Srbijom.
Po dolasku na vlast Dragutin počinje voditi prougarsku politiku s zajedno s kraljem Napulja Karlom iz dinastije Anžuvinaca čiji sin i nasljednik se oženio za drugu kćer Stjepana V. – Mariju Arpadović – pa zajedno objavljuju rat Bizantu. Neuspjeh u tom ratu 1282. godine, zajedno s teškom ozljedom noge i događajima u Bugarskoj dovode do Dragutinove neočekivane abdikacije. Bez pisanih dokumenata koji govore o razlozima napuštanja vlasti povjesničari su naveli nekoliko pretpostavki tako da oni sumnjaju kako do toga dolazi zbog grižnje savjesti radi nasilnog obaranja oca (on će umrijeti 1280. godine) ili straha od posljedica građanskog rata kao što se dogodilo u Bugarskoj nakon što je tamošnji vladar postao teško pokretan 1276. godine. 
Sporazumom o abdikaciji Dragutin je 1282. godine prepustio vlast Stefanu Urošu II. Milutinu pod uvjetom da kasnije djeca Dragutina naslijede Milutina na vlasti, a za sebe je i zadržao sjeverne pokrajine države.
Stjepan Dragutin bio je slomio nogu pa se onda zahvalio na kraljevstvu u korist mlađeg brata Uroša II. Milutina (1282. – 1321.). Kako je Dragutin bio zet ugarskog kralja Ladislava Kumanca, ovaj ga je pozvao k sebi i dao mu na upravu vojvodstvo Mačve i Bosne. Papa Nikola IV., koji je ranije bio provincijalom u spomenutoj Slavonskoj (Hrvatskoj) provinciji i dobro poznavao prilike na Balkanu, poslao je Urošu i Dragutinu poslanstvo: dvojicu učenih franjevaca. Zadatak im je bio da privedu braću u jedinstvo s Katoličkom crkvom. Kod Dragutina, koji je bio oženjen katolkinjom (Katarina Arpadović) i čija je i majka bila katolkinja, poslanstvo je u svom zadatku uspjelo: on je postao katolik, a papa ga 1291. prihvatio u zaštitu sv. Petra. Dragutin je tada poduzeo da iskorijeni krivovjerstvo na svom području; javio je papi da u Bosni ima mnogo krivovjeraca i zatražio od njega nekoliko sposobnih svećenika, vještih domaćem jeziku, da obraćaju spomenute ljude. Papa je rado odgovorio kralju a istog dana naredio provincijalu Slavonske (Hrvatske) provincije da u Bosnu pošalje dva franjevca uzorna života i dobro upućena u bogoslovlje i vješta u narodnom jeziku da trajno rade u tim krajevima kao »istražitelji krivovjerja«. Njihov je uspjeh u obraćanju krivovjeraca, po svjedočanstvu srednjovjekovnog srpskog pisca arhiepiskopa Danila, bio znatan. Drugi su nastavili taj rad iako je on, zbog političkih nemira, kojih petnaestak godina bio zastao. Oko 1324. i dalje susreću se u Bosni ponovo franjevci, na čelu s fra Fabijanom iz Motovuna (Istra) i rade na suzbijanju krivovjerja.

### Upravitelj Srijema i slavonski velikaš
Dugotrajnu bolest će Dragutin suprotno svojim očekivanjima ipak preživjeti. Nakon ozdravljenja hrvatsko-ugarski kralj Ladislav IV. će darovati na bansku čast, odnosno upravu Dragutinu, koji je oženjen za njegovu sestru, Ugarske i Hrvatske pokrajine južno od rijeke Save (Mačva, Beograd i Usoru sa Solima) nakon čega će se Dragutin prozvati kralj Srijema jer se Mačva tada naziva i Južnim Srijemom. Početkom 14. stoljeća sačuvani rukopis nepoznatog suvremenika će teritorije pod Dragutinovom upravom nazvati Srbija, a one pod Milutinom Raška.
Tijekom prvih godina nakon podjele vlasti dva brata će voditi srodnu vanjsku politiku, ali kasnije dolazi do političkog razlaza. Osnova Dragutinove politike postaju događaji u Ugarskoj i pokušaji proširivanja vlasti na njenom teritoriju. Tijekom građanskog rata između Ugarskog kralja Andrije Mlečanina i okrunjenog Hrvatskog kralja Karla Martela na početku Dragutin podupire drugog. Kao zahvalu na pomoći Dragutinov sin Stefan Vladislav II. će 12. kolovoza 1292. godine dobiti od Karla Martela titulu bana Slavonije koju tada kontrolira Andrija Mlečanin. Nakon toga ban Dragutin mijenja stranu u ratu i počinje pregovore s Andrijom kako bi dobio taj teritorij. Kao nagradu za promjenu strane u ratu Dragutinov sin Vladislav će dobiti ruku nećakinje Ugarskog kralja, ali neće dobiti Slavoniju. Ban Dragutin se na kraju 1293. godine povlači iz nastavka ovog rata. Niti kasnije završna pobjeda frakcije Karla Martela 1301 godine predvođene njegovim sinom neće dovesti do preuzimanja Slavonije, nego će on ignorirati očevu odluku iz 1292 godine.  
| Portal:Kršćanstvo | Portal: Kršćanstvo |

Završetak hrvatsko-ugarskih dinastičkih pitanja dovodi do usmjeravanja Dragutinove politike prema Milutinu i pokušaj prisiljavanja njega da potvrdi ranije dogovor o nasljeđivanju kako bi krunu nakon Milutinove smrti preuzeo njegov sin Vladislav. Do kratkotrajnog rata između braće dolazi 1308 godine, ali on završava bez odlučujućeg okršaja zbog intervencije svećenika. Pod pritiskom pravoslavne crkve dva brata će sklopiti novi dogovor po kojem će Stefan Uroš II. Milutin biti vazal Dragutina i nakon Dragutinove smrti njegovog sina Vladislava.
Kralj Stefan Dragutin će malo prije smrti abdicirati u korist sina Vladislava, nakon čega će otići u samostan gdje će i umrijeti 12. ožujka 1316. godine. Odmah nakon njegove smrti Milutin će objaviti rat i pobijediti Vladislava II. u neuspjelom pokušaju ujedinjenja Srijemske banovine (i posjeda u Srbiji) i Srpskog (Raškog) Kraljevstva.